# Ludwigsfelde
Ludwigsfelde é um município da Alemanha, situado no distrito de Teltow-Fläming, no estado de Brandemburgo. Tem 109,30 km² de área, e sua população em 2019 foi estimada em 26.800 habitantes.